# کلاوس-دیتر زیفلت

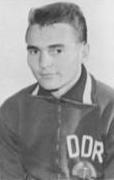
کلاوس-دیتر زیهاوس

کلاوس-دیتر زیهاوس (به آلمانی: Klaus-Dieter Seehaus) بازیکن فوتبال و مدافع اهل آلمان شرقی بود که از سال ۱۹۶۳ میلادی عضو تیم ملی فوتبال آلمان شرقی بوده‌است. وی در ۱۰ بازی ملی حضور داشته و در بازی‌های ملی‌اش گلی به ثمر نرساند. کلاوس-دیتر زیهاوس، آخرین بازی ملی خود را در سال ۱۹۶۹ میلادی انجام داد.